# نوبار پاشا
نوبار پاشا (عربی: نوبار باشا؛ ارمنی: Նուպար Փաշա؛ ژانویه ۱۸۲۵ – ژانویه ۱۸۹۹) یک سیاست‌مدار ارمنی‌تبار اهل مصر بود. نوبار پاشا به عنوان اولین نخست‌وزیری این کشور برگزیده شد.

## زندگی‌نامه
وی در سال ۱۸۲۵م، در شهر ازمیر ترکیه به دنیا آمده‌است. وی سه دوره، دوره اول(۱۸۸۴–۱۸۸۸)، دوره سیزدهم(۱۸۷۸–۱۸۷۹) و دوره هجدهم (۱۸۹۴–۱۸۹۵) نخست‌وزیر مصر بوده‌است.